# Отеван
Отеван (вірм. Օթևան) — село в марзі Арагацотн, на заході Вірменії. За 41 км на південний схід розташоване місто Аштарак, а за 22 км на захід розташоване місто Талін. За 2 км на південь розташоване село Какавадзор, від якого тягнеться асфальтована дорога на південь, до траси Єреван — Гюмрі. За 2 км на південний схід розташоване село Діан, із заходу розташовані села Верін Базмаберд і Мецадзор, але через гірську місцевість, до них із села прямої дороги немає. З північного сходу розташована найвища точка Вірменії — гора Арагац. У селі є руїни церкви XII століття і руїни замку. У марзі Арагацотн мінімальну площу орних земель має громада Отевану (38,46 га, або 0,022%).